# Hans Vijlbrief
Johannes Alexander Vijlbrief (17 agosto 1963) è un politico, economista e funzionario olandese Nel Governo Rutte III ha ricoperto il ruolo di Sottosegretario di Stato alle finanze insieme ad Alexandra van Huffelen, Attualmente ricopre il ruolo di sottosegretario Affari economici e politica climatica nel governo Rutte IV - Estrazione   . È membro del partito social-liberale Democratici 66 (D66).

## Carriera
Vijlbrief ha iniziato la sua carriera presso il Ministero degli Affari economici, dopo aver conseguito il dottorato presso la Vrije Universiteit Amsterdam nel 1992. 
Successivamente, ha lavorato presso l'Ufficio di analisi delle politiche economiche (CPB) prima di tornare in Economia, dove ha ricoperto diverse posizioni come direttore. e direttore generale.
Nel 2011, Vijlbrief è stato nominato tesoriere generale presso il Ministero delle finanze e ha ricoperto questo incarico fino a quando non è diventato presidente dell'organo consultivo Eurogroup Working Group sei anni e mezzo dopo.
Era stato membro di quel gruppo mentre prestava servizio come tesoriere generale, assistendo il presidente dell'Eurogruppo Jeroen Dijsselbloem.
Subito dopo essere stato rieletto nel gruppo di lavoro, Vijlbrief è stato nominato Segretario di Stato per le finanze insieme ad Alexandra van Huffelen nel gennaio 2020. Succedette a Menno Snel, che si era dimesso a seguito di uno scandalo relativo alle indennità, ed è responsabile per l'amministrazione fiscale e gli affari fiscali.